# Defensa y Justicia
Club Social y Deportivo Defensa y Justicia, känd som Defensa y Justicia eller endast Defensa, är en argentinsk fotbollsklubb från Florencio Varela i provinsen Buenos Aires. Hemmamatcherna spelas på Estadio Norberto "Tito" Tomaghello, som tar in ungefär 20 000 åskådare.

## Meriter

### Nationellt
- Primera B: 1996–97
- Primera C: 1985
- Primera D: 1982

### Internationellt
- Copa Sudamericana: 2020
- Recopa Sudamericana: 2021